# Comité national olympique du Liberia
Le Comité national olympique du Liberia (en anglais, Liberia National Olympic Committee, code CIO : LBR) est le comité national olympique du Liberia, fondé en 1954 et reconnu par le CIO en 1955.
Fred Blay a été président du Comité.